# Жарени
Жаре́ни (рос. Жарены) — присілок у складі Котельницького району Кіровської області, Росія. Входить до складу Покровського сільського поселення.
Населення становить 12 осіб (2010, 13 у 2002).
Національний склад станом на 2002 рік — росіяни 100 %.